# Rhodomantis kimberleyensis
Rhodomantis kimberleyensis är en bönsyrseart som beskrevs av Sjöstedt 1918. Rhodomantis kimberleyensis ingår i släktet Rhodomantis och familjen Mantidae. Inga underarter finns listade i Catalogue of Life.